# Bistum Tolima
Das Bistum Tolima (lateinisch Dioecesis Tolimensis) war eine in Kolumbien gelegene römisch-katholische Diözese mit Sitz in Ibagué. 

## Geschichte
Das Bistum Tolima wurde im Jahre 1894 von Papst Leo XIII. aus Gebietsabtretungen des Erzbistums Santafé en Nueva Granada und des Bistums Popayán errichtet. Am 20. Mai 1900 wurde das Bistum Tolima durch Leo XIII. aufgelöst. Aus dem Territorium des Bistums Tolima wurden die Bistümer Garzón und Ibagué errichtet.
Das Bistum Tolima war dem Erzbistum Santafé en Nueva Granada als Suffraganbistum unterstellt.
Einziger Bischof war Esteban Rojas Tovar.